# Советский переулок (Пушкин)
Сове́тский переулок — переулок в городе Пушкине (Пушкинский район Санкт-Петербурга). Проходит от Набережной улицы до Софийского бульвара. На запад продолжается Средней улицей.

## История
Изначально, со второй половины XIX века, назывался Пашковским переулком. Топоним был связан с домовладельцем генерал-майором М. В. Пашковым, в собственности которого был дом 4 (не сохранился; сейчас на его месте жилой дом, числящийся по Софийскому бульвару, 16/4).
4 сентября 1919 года переулок переименовали в Советский.
На начальном отрезке Советский переулок идет по 80-метровому Пашкову мосту-плотине между 4-м и 5-м прудами Большого каскада.

## Застройка
Южную (нечётную) сторону занимает сад и постройки Запасного дворца. На северной (чётной) находился комплекс зданий Пушкинского высшего военного инженерного строительного училища, после слияния последнего в 1997 году с Военным инженерным строительным институтом — отошедший к Военному инженерно-техническому университету, созданному на их основе. Ныне комплекс передан под реабилитационно-восстановительное отделение Детского ортопедического института имени Турнера. В 2015—2016 годах все здания бывшего строительного училища советской постройки были снесены. Взамен построят новые по проекту «Студии-44» Никиты Явейна. Также в комплекс входит памятник регионального значения дворец О. В. Палей, графини фон Гогенфельзен — его планируют отреставрировать в рамках второй очереди проекта.